# Jacob Grimmer

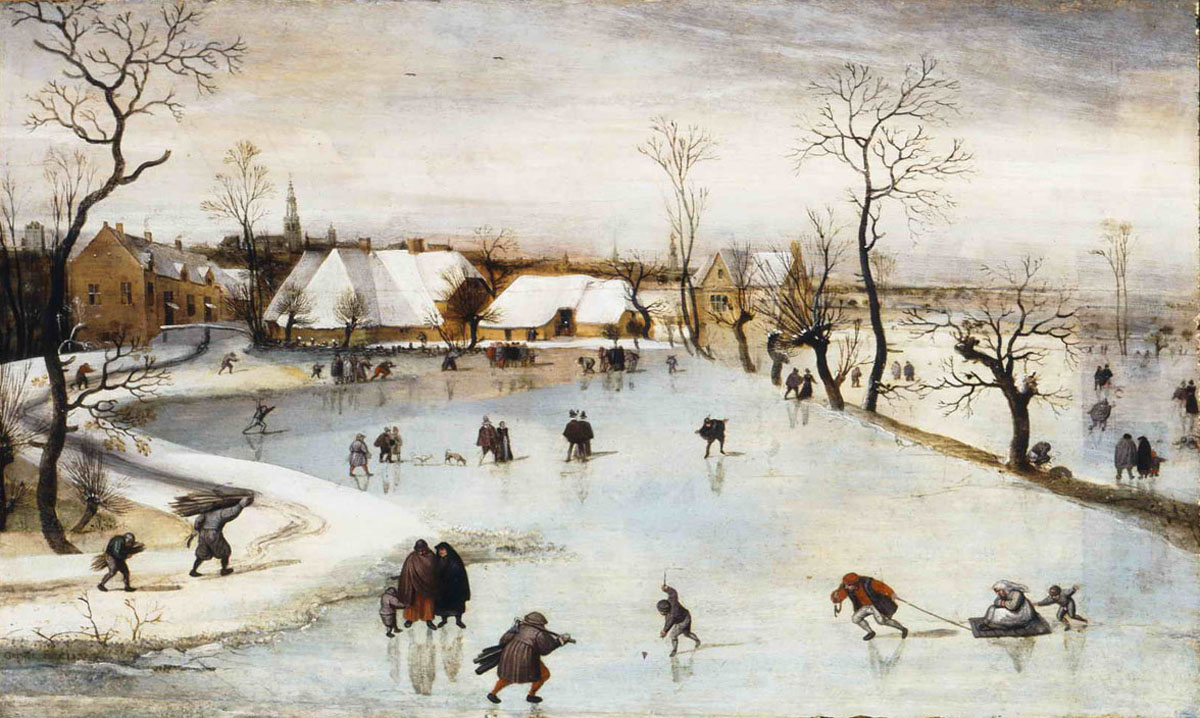
Pory roku. Zima, 1577, Budapeszt

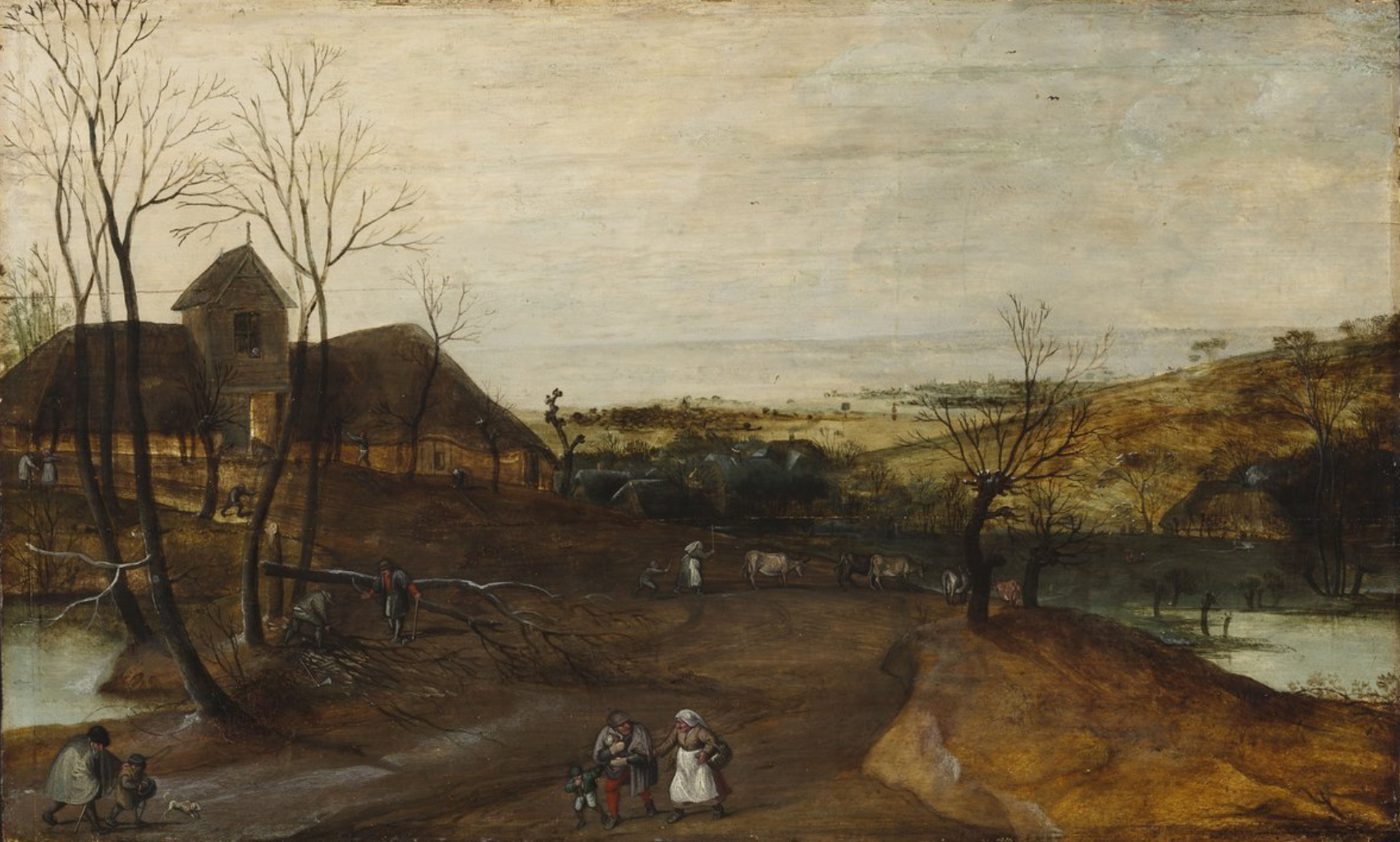
Pory roku. Jesień, 1577, Budapeszt

Jacob Grimmer (ur. 1525 lub 1526 w Antwerpii, zm. 1590 tamże) – flamandzki malarz pejzażysta.

## Życiorys
Artysta związany całe życie z Antwerpią. Kształcił się u Mathysa Cocka, Gabriela Bouwensa i Christiana van den Queborna. W 1539 wstąpił do tamtejszej gildii św. Łukasza, w 1547 uzyskał tytuł mistrza. Jego pierwsze znane obrazy pochodzą z 1553 roku.
W 1548 ożenił się z Luciaą van de Wouwer, z którą miał czworo dzieci, jego syn Abel Grimmer był również malarzem pejzażystą.

## Twórczość
Jacob Grimmer znany jest jako twórca pejzaży, które uważane są za zapowiedź sztuki Pietera Bruegla starszego i świadczą o odejściu od tradycyjnego malarstwa reprezentowanego m.in. przez Joachima Patinira.

## Wybrane prace
- Zimowe rozrywki, Bruksela,
- Cykl Pory roku, 1577, Budapeszt,
- Widok na Skaldę, 1578, Antwerpia.